# مزم صنهاجا
مزم صنهاجا (به فرانسوی: M'Zem Sanhaja) یک منطقهٔ مسکونی در مراکش است که در استان قلعه سراغنه واقع شده‌است. مزم صنهاجا ۹٬۲۵۳ نفر جمعیت دارد.